# Annemarie Huber-Hotz
Annemarie Huber-Hotz (Baar, 16 agosto 1948 – Schwarzsee, 1º agosto 2019) è stata una politica, sociologa ed etnologa svizzera.

## Biografia
Conseguì due lauree - in sociologia e in etnologia - all'Università di Uppsala, poi ne prese una terza in scienze politiche presso l'Università di Ginevra: ottenne inoltre il diploma in pianificazione del territorio presso il Politecnico federale di Zurigo.
Fu Cancelliera federale della Svizzera dal gennaio 2000 al dicembre 2007.
Nel 2011 divenne Presidente della Croce Rossa svizzera.
Morì nell'estate 2019 per un malore durante un'escursione. Avrebbe compiuto 71 anni due settimane dopo.

## Vita privata
Ebbe tre figli.